# ميخائيل راسيل (سياسي)
ميخائيل راسيل (بالإنجليزية: Michael Russell)‏ هو سياسي أمريكي، ولد في 1844، وتوفي في 6 مايو 1901. حزبياً، نشط في الحزب الجمهوري. وقد انتخب عضو جمعية ولاية نيويورك وانتخب عضو مجلس ولاية نيويورك.